# Фенегро
Фенегро (итал. Fenegrò) је насеље у Италији у округу Комо, региону Ломбардија.
Према процени из 2011. у насељу је живело 3114 становника. Насеље се налази на надморској висини од 295 м.

## Становништво
Према резултатима пописа становништва 2011. у општини је живело 3.147 становника.
| 1936. | 1951. | 1961. | 1971. | 1981. | 1991. | 2001. | 2011. |
| ----- | ----- | ----- | ----- | ----- | ----- | ----- | ----- |
| 1.694 | 1.874 | 1.970 | 2.173 | 2.211 | 2.301 | 2.553 | 3.147 |